# Hans Valk
Hans Valk (Utrecht, 7 juli 1928 – Apeldoorn, 11 november 2012), zoon van luitenant-generaal C.J. Valk, was een kolonel van de Nederlandse krijgsmacht, die zijn naamsbekendheid te danken heeft aan zijn betrokkenheid bij de Sergeantencoup.

## Militaire missie
Toen Suriname in 1975 onafhankelijk werd, verbond Nederland een militaire missie aan de Nederlandse ambassade in Paramaribo die de taak kreeg om de Surinaamse Krijgsmacht (later: Nationaal Leger) te helpen opbouwen. Kolonel Valk kreeg de leiding over deze missie. Hij kende Suriname omdat hij er in de jaren vijftig al een tijd gestationeerd was geweest.

## Sergeantencoup
In de jaren die volgden na de onafhankelijkheid van Suriname ontstond er veel ontevredenheid binnen de Surinaamse Krijgsmacht. Op 25 februari 1980 mondde deze ontevredenheid uit in een coup van een groep onderofficieren, waaronder ook Desi Bouterse, die later bekend is komen te staan als de Sergeantencoup.
Al snel na de coup waren er geruchten dat de Nederlandse kolonel Valk betrokken zou geweest zijn bij de machtsgreep. Hij zou onder andere de plannen van operatie Zwarte Tulp doorgespeeld hebben aan de coupplegers. Volgens sommigen, onder wie voormalig Surinaams minister André Haakmat, was Valk zelfs de 'geestelijke vader' van deze coup en werd hij daarna de belangrijkste raadgever van Desi Bouterse. Tijdens de uitzending van Andere Tijden op 19 maart 2009 vertelde Haakmat dat Bouterse een speech hield tijdens de afscheidsreceptie van Valk, die enkele maanden na de coup van 1980 door Nederland werd teruggehaald om een functie bij de NAVO te gaan vervullen. Bouterse zou gezegd hebben: 'Ik ga hier iets onthullen wat alleen u en ik weten. Zonder u zou deze staatsgreep nooit zijn gebeurd.' Haakmat maakte hierbij de kanttekening dat de voltallige Nationale Militaire Raad op de receptie aanwezig was en dat zij daar voor het eerst over de betrokkenheid van Valk hoorden.
Valk zelf stelde dat hij 'alleen maar luisterde' naar de ontevreden onderofficieren, ondanks dat hij eerder verklaarde trots te zijn op het verloop van de coup. Het is dus niet zeker of Valk echt een belangrijke rol bij de coup heeft gespeeld.
Op verzoek van de verdediging in het proces inzake de Decembermoorden wordt ook door de Surinaamse justitie de rol van Valk bij de staatsgreep onderzocht. In dit onderzoek verklaarde de arts Lie Paw San, toentertijd ook voorzitter van de Volkspartij, dat hij Valk medisch had behandeld. Tijdens deze behandeling zou Valk hebben verteld, dat in Tilburg Soerinder Rambocus werd opgeleid voor het plegen van een coup. Uiteindelijk nam deze sergeant niet deel aan de putsch van februari 1980, en pleegde juist een mislukte tegencoup in maart 1982.

## Politieke gevolgen
In 1984 werden er Kamervragen gesteld over het optreden van Valk in Suriname. Er bleek een geheim rapport hierover van de Landmacht Inlichtingendienst (LAMID) niet te zijn doorgegeven aan de ministers van Defensie en van Buitenlandse Zaken. Op aandringen van de Tweede Kamer lieten de ministers De Ruiter (Defensie) en Van den Broek (Buitenlandse Zaken) een onderzoek instellen naar het optreden van Valk en naar het niet doorgeven van het geheime rapport daarover. Dit resulteerde in een tweetal onderzoeksrapporten, maar over de betrokkenheid van Valk bij de coup in 1980 werd niets duidelijker. Wel werd Valk berispt wegens eigenmachtig optreden en werden een paar hoge ambtenaren van Defensie berispt wegens het niet doorgeven van het inlichtingenrapport.
Naar aanleiding van een uitzending van het NPS/VPRO-programma Andere Tijden in 2009 stelde SP-Kamerlid Harry van Bommel opnieuw vragen aan de ministers van Buitenlandse Zaken en Defensie. De Surinaamse columnist Theo Para stuurde een open brief aan de president van de republiek Suriname, Ronald Venetiaan, met de vraag of Nederland wegens de betrokkenheid van Valk bij de coup vervolgd kon worden bij het Internationaal Gerechtshof.
Ellen de Vries schreef een biografie over Hans Valk en zijn betrokkenheid bij de staatsgreep in 1980. Het Nederlandse archief inzake de betrokkenheid van de Nederlandse overheid blijft ondanks alle Kamervragen tot 2060 gesloten.